# 4 di sera News
4 di sera News è un programma televisivo italiano e spin-off estivo di 4 di sera di genere talk show, politico e rotocalco, in onda su Rete 4 e in simulcast su TGcom24 dal 30 giugno 2025 in access prime time dal lunedì al venerdì con la conduzione di Roberto Poletti e Francesca Barra (sostituiti da Costanza Calabrese dal 4 al 22 agosto 2025). Il programma viene trasmesso in diretta dallo studio 15 del Centro di produzione Mediaset di Cologno Monzese.

## Il programma
Il programma, nato come spin-off estivo di 4 di sera (in onda su Rete 4 dal 25 giugno 2024) e come rotocalco di approfondimento quotidiano in onda dal lunedì al venerdì nella fascia dell'access prime time di Rete 4, è realizzato dalla testata giornalistica italiana Videonews, curato da Alessandro Usai e Beppe Cieri e oltre a mantenere il format di un talk show, tratta le vicende legate all'attualità, alla cronaca, alla politica, all'economia e alla società, con l'ausilio di servizi e della presenza di ospiti in studio e in collegamento, pronti ad intervenire sulle varie tematiche. Le repliche del programma vanno in onda su Rete 4 dal martedì al sabato poco prima delle 6:00.

### Studi televisivi
| Studio televisivo                                              | Edizione | Totale |
| Studio televisivo                                              | 1ª       | Totale |
| -------------------------------------------------------------- | -------- | ------ |
| Studio 15 del Centro di produzione Mediaset di Cologno Monzese |          | 1      |

## Edizioni
| Edizione | Anno | Conduzione      | Conduzione      | Conduzione         | Periodo        | Periodo  | Puntate | Regia              | Regia              | Regia          | Studio                                                         |
| Edizione | Anno | Conduzione      | Conduzione      | Conduzione         | Inizio         | Fine     | Puntate | Regia              | Regia              | Regia          | Studio                                                         |
| -------- | ---- | --------------- | --------------- | ------------------ | -------------- | -------- | ------- | ------------------ | ------------------ | -------------- | -------------------------------------------------------------- |
| 1ª       | 2025 | Roberto Poletti | Francesca Barra | Costanza Calabrese | 30 giugno 2025 | in corso | 38      | Lorenzo Annunziata | Alberto Odescalchi | Enrico Rubetti | Studio 15 del Centro di produzione Mediaset di Cologno Monzese |

### Prima edizione (2025)
La prima edizione di 4 di sera News, con la conduzione di Roberto Poletti e Francesca Barra (sostituti da Costanza Calabrese dal 4 al 22 agosto 2025), va in onda dal 30 giugno 2025, dal lunedì al venerdì nella fascia dell'access prime time dalle 20:30 alle 21:20, in diretta dallo studio 15 del Centro di produzione Mediaset di Cologno Monzese. In questa edizione la regia è stata affidata a Lorenzo Annunziata (fino all'11 luglio 2025) e ad Alberto Odescalchi (dal 14 luglio 2025 e sostituito da Enrico Rubetti dal 4 al 22 agosto 2025). È attivo anche il numero WhatsApp, in cui i telespettatori possono interagire con i conduttori nel corso della diretta. Durante la conduzione di Costanza Calabrese la sigla e le grafiche sono state rinnovate nei colori adottando la stessa colorazione utilizzata in 4 di sera Weekend ed è stato rimosso il numero WhatsApp.

## Programmazione
| Edizione | Rete televisiva | Rete televisiva | Anno | Stagione | Orario      | Durata | Programmazione | Programmazione | Programmazione | Programmazione | Programmazione | Programmazione | Programmazione | Collocazione      |
| Edizione | Locale          | Simulcast       | Anno | Stagione | Orario      | Durata | L              | M              | M              | G              | V              | S              | D              | Collocazione      |
| -------- | --------------- | --------------- | ---- | -------- | ----------- | ------ | -------------- | -------------- | -------------- | -------------- | -------------- | -------------- | -------------- | ----------------- |
| 1ª       | Rete 4          | TGcom24         | 2025 | estate   | 20:30-21:20 | 50 min |                |                |                |                |                |                |                | Access prime time |